# ديفيد سكوت (سياسي أسترالي)
ديفيد سكوت (بالإنجليزية: David Scott)‏ هو سياسي أسترالي، ولد في 1848 في نيوكاسل أبون تاين في المملكة المتحدة، وتوفي في 10 يناير 1927 في أستراليا. حزبياً، نشط في Protectionist Party ‏. وقد انتخب عضو الجمعية التشريعية نيو ساوث ويلز عن دائرة Electoral district of Newcastle ‏ (17 يونيو 1891 – 25 يونيو 1894).